# Clare Maguire
Clare Rita Mary Maguire (Solihull, 15 september 1987) is een Brits zangeres.

## Biografie
Maguire komt uit een Iers gezin; haar ouders zijn geïmmigreerde Ieren. Ze begon op zevenjarige leeftijd met het zingen en schrijven van liedjes. Toen ze zeventien jaar oud was, besloot ze niet meer naar school te gaan en in plaats daarvan haar geluk in de muziekwereld te beproeven. Ze werkte als winkelbediende en trad in haar vrije tijd op in cafés in de omgeving van Birmingham.
Maguire gebruikte Myspace om haar muziek te verspreiden. Het liedje "Strangest Thing", dat ze had opgenomen met Joe Flory, werd meer dan vijfhonderdduizend keer afgespeeld. Ze werd benaderd door onder anderen Jay-Z en Rick Rubin (van Columbia Records), maar tekende uiteindelijk in 2008 bij Universal-Island en Polydor. In oktober 2010 werd haar eerste single, "Ain't Nobody", uitgegeven. Haar met Mark Ronson opgenomen debuutalbum, Light After Dark, werd in 2011 uitgegeven.

## Discografie
| Album                                | Singles                               |
| ------------------------------------ | ------------------------------------- |
| Light After Dark (2011)              | "Ain't Nobody" (oktober 2010)         |
| Light After Dark (2011)              | "The Last Dance" (februari 2011)      |
| Light After Dark (2011)              | "The Shield and the Sword" (mei 2011) |
| Don't Mess Me Around (EP, 2015)      | "Don't Mess Me Around"                |
| Stranger Things Have Happened (2016) |                                       |